# Az igazság ára (film)
Az igazság ára (eredeti cím: The Lincoln Lawyer)  2011-ben bemutatott bűnügyi, bírósági thriller.
A film Michael Connelly azonos című regénye alapján készült. Főszerepben Matthew McConaughey, Ryan Phillippe, William H. Macy és Marisa Tomei.
Magyarországi bemutató 2011. június 9.

## Rövid történet
Egy gazdag embert védő ügyvéd kezd rájönni, hogy ügyfele nem csak egy bűncselekményben bűnös.

## Cselekmény
|  | Alább a cselekmény részletei következnek! |

Mickey Haller (Matthew McConaughey) dörzsölt védőügyvéd Los Angeles megyében. Nem riad vissza a kisebb-nagyobb stikliktől, ha azzal pénzt tud csinálni. Tisztában van vele, hogy melyik ügyfelétől kaphat 800, 10 000 vagy 100 000 dollárt, és nem szégyell annyit kérni. Ügyész felesége, Maggie McPherson (Marisa Tomei), emiatt vált el tőle. Van egy 10 év körüli lányuk, aki az anyjával lakik, de időnként az apja is találkozik vele. Az elvált házaspár baráti viszonyban maradt.
Haller tevékenysége abból áll, hogy olyan bűnözőket véd, akik jól megfizetik, hogy megmeneküljenek a börtöntől, vagy kihozza őket onnan. Ilyen például egy motoros banda feje, akivel alkudozni kénytelen.
Aztán egy nagy hal akad horogra, egy fiatal és gazdag playboy, Louis Roulet (Ryan Phillippe), akit egy prostituált, Reggie Campo megerőszakolásával és meggyilkolásával vádolnak, ő azonban ártatlannak vallja magát. Az ügyvéd 100 000 dollár tiszteletdíjat kér (plusz egyéb költségek), amit a férfi (ügyvédje és anyja, az ingatlankereskedő Mary Windsor (Frances Fisher) egyetértésével) alku nélkül elfogad.
Haller eleinte úgy gondolja, hogy Roulet ártatlan, akit elmondása szerint a nő lakásába való belépése után leütött valaki, később vért kentek a kezére és a késére.
Haller és a magánnyomozója, a homoszexuális Frank Levin (William H. Macy) megvizsgálja a bűnügy helyszínéről, az áldozatról és a bizonyítékokról kapott fényképeket. Az áldozatnak csak a jobb felén láthatók sérülések. A vádlott szerint már az ő érkezése előtt megverhették, és ez nem látszott, mert a nő arcának csak bal felét látta, amikor belépett az ajtón. Hallernek eszébe jut, hogy egy korábbi esetben is hasonló sérülések voltak egy másik prostituált arcán. Azért az ügyért Jesus Martinez (Michael Peña) életfogytig tartó börtönt kapott, de ő azóta is ártatlannak vallja magát. Őszerinte a nő az ő távozása után sérült meg.
Haller kételkedni kezd saját korábbi döntésében, hátha Martinez tényleg ártatlan volt. Ő annak idején csak azon igyekezett, hogy ügyfele számára a halálbüntetést elkerülje, az fel sem merült benne, hogy esetleg ártatlan lehet.
Martinez ideges lesz, amikor Haller meglátogatja a San Quentin börtönben, és olyan férfiak képét mutatja neki, akik szintén látogatták az áldozatot. Köztük van Roulet képe is. Hallerban felmerül, hogy esetleg ő lehet a tettes mindkét esetben, és az elkövetéssel másokat vádoltak meg.
Aznap este Roulet betör Haller lakásába, és megvárja, amíg a férfi hazaér. Bevallja neki hogy ő követte el a Martinez-ügyben a gyilkosságot, és egyúttal burkoltan megfenyegeti Haller családját. Hallert köti az ügyvédi titoktartás, így a rendőrségnek nem mondhatja el, amit Roulet közölt vele.
Levin hangposta-üzenetet hagy Hallernak, amiben közli, hogy bizonyítékot talált, ami alapján nem Martinez volt az elkövető. Azonban nem sokkal később Levint holtan találják a szobájában. A gyilkossággal formailag Hallert vádolják, mert a gyilkos fegyver Haller muzeális értékű pisztolya, amit otthon, egy fadobozban tartott. Haller jogosan feltételezi, hogy a fegyvert Roulet vehette el, amikor őnála járt.
Haller egy drogozásért börtönbe került nő segítségével beszervez egy informátort, aki tanúskodik Roulet ellen a Martinez-ügyben. Az informátor szerint Roulet dicsekedett vele az előzetesben, hogy „az a nő csak azt kapta, amit megérdemelt”. Roulet tiltakozik a vádak ellen, és Haller szerint is nem elfogadható egy ismert rendőrségi besúgó vallomása.
A bíróság felmenti Roulet-t a vádak alól, azonban a rendőrség azonnal letartóztatja a Martinez-ügy miatt, a vádat az informátor vallomására alapozzák.
Haller egy pisztolyt szerez a sofőrje, Earl (Laurence Mason) segítségével. Roulet-t elengedik bizonyíték hiányában, és ő azonnal Haller feleségének lakásához hajt, hogy megölje őket, Haller azonban a lépcsőn ülve várja és megmutatja neki a pisztolyát. Feleségét és lányát már korábban riasztotta, így azok elmentek otthonról. Roulet hidegvérűen fenyegetőzik, figyelmezteti Hallert, hogy nem őrizheti állandóan a családját. Ekkor megérkezik az a motoros banda, akik vezetőjét Haller korábban kijuttatta a börtönből és nekiesnek Roulet kocsijának, majd neki magának. Haller inti őket, hogy „csak kórház, nem hullaház”.
Maggie felhívja Hallert, hogy Roulet kocsijára kiadott parkolási jegyet talált, amit az előző áldozat lakásának közelében használt.
Hazaérve Haller Roulet anyjával találkozik, aki fiához hasonlóan be tudott jutni a lakásába. Az anya közli vele, hogy Haller partnerét nem a fia, hanem ő gyilkolta meg és rálő Hallerre, aki a földön fekve lelövi a nőt, majd hívja a 911-es segélyhívó számot.
A kórházból távozóban Haller értesül róla, hogy Martinezt kiengedték a börtönből, mivel ejtették az ellene felhozott vádat, és hogy a kerületi ügyész halálbüntetést kér Roulet-ra.
Hallert ismét megállítja útközben a motoros banda. Haller a következő ügyüket ingyen elvállalja (azonban, ahogy a sofőrjének mondja: a következő ügynél majd kifizetik a különbözetet).
|  | Itt a vége a cselekmény részletezésének! |

## Szereposztás
- Matthew McConaughey – Mickey Haller, ügyvéd
- Ryan Phillippe – Louis Roulet, playboy
- William H. Macy – Frank Levin, Haller társa, magánnyomozó
- Marisa Tomei – Margaret McPherson, ügyvéd, Haller volt felesége
- Michaela Conlin – Heidi Sobel nyomozó
- Josh Lucas – Ted Minton
- Bryan Cranston – Lankford nyomozó
- Margarita Levieva – Regina Campo, áldozat
- Trace Adkins – Eddie Vogel
- Laurence Mason – Earl
- Frances Fisher – Mary Windsor, Roulet anyja
- John Leguizamo – Val Valenzuela
- Michael Peña – Jesus Martinez, elítélt
- Bob Gunton – Cecil Dobbs
- Katherine Moennig – Gloria
- Reggie Baker – Judge Fullbright, bíró
- Michael Paré – Kurlen nyomozó
- Pell James – Lorna Taylor
- Shea Whigham – DJ Corliss

## Megjelenése
A film DVD-n és Blu-ray-en 2011. július 12-én jelent meg.

## Fogadtatás
A film pozitív kritikákat kapott a filmkritikusoktól.
A filmkritikusok véleményét összegző Rotten Tomatoes 83%-ra értékelte 177 vélemény alapján. „Bár a történetben nincsenek váratlan fordulatok, az elbűvölő Matthew McConaughey a főszerepben élvezetes és szórakoztató alakítást nyújt.”
A súlyozott átlagot számító Metacritic 63/100-ra értékelte 31 filmkritikus véleménye alapján.
Roger Ebert, a Chicago Sun-Times filmkritikusa 3 csillagot adott rá a lehetséges 4-ből és hozzátette: „A történet egyes elemei más bűnügyi filmekből ismerősek lehetnek, de Az igazság ára ügyesen megcsinált, rokonszenvesen eljátszott, szórakoztató film.”

## Forgatási helyszínek
- Los Angeles belvárosa, Kalifornia, USA
- South Pasadena, Kalifornia, USA – motoros jelenetek
- The York – 5018 York Boulevard, Los Angeles, Kalifornia, USA – bár jelenetek

## Érdekesség
- A film eredeti címe (The Lincoln Lawyer) utalás arra, hogy Haller Lincoln márkájú limuzinnal jár.

## Fordítás
- Ez a szócikk részben vagy egészben  a   The Lincoln Lawyer (film) című angol Wikipédia-szócikk fordításán alapul.  Az eredeti cikk szerkesztőit annak laptörténete sorolja fel. Ez a jelzés csupán a megfogalmazás eredetét és a szerzői jogokat jelzi, nem szolgál a cikkben szereplő információk forrásmegjelöléseként.